# John Goetz

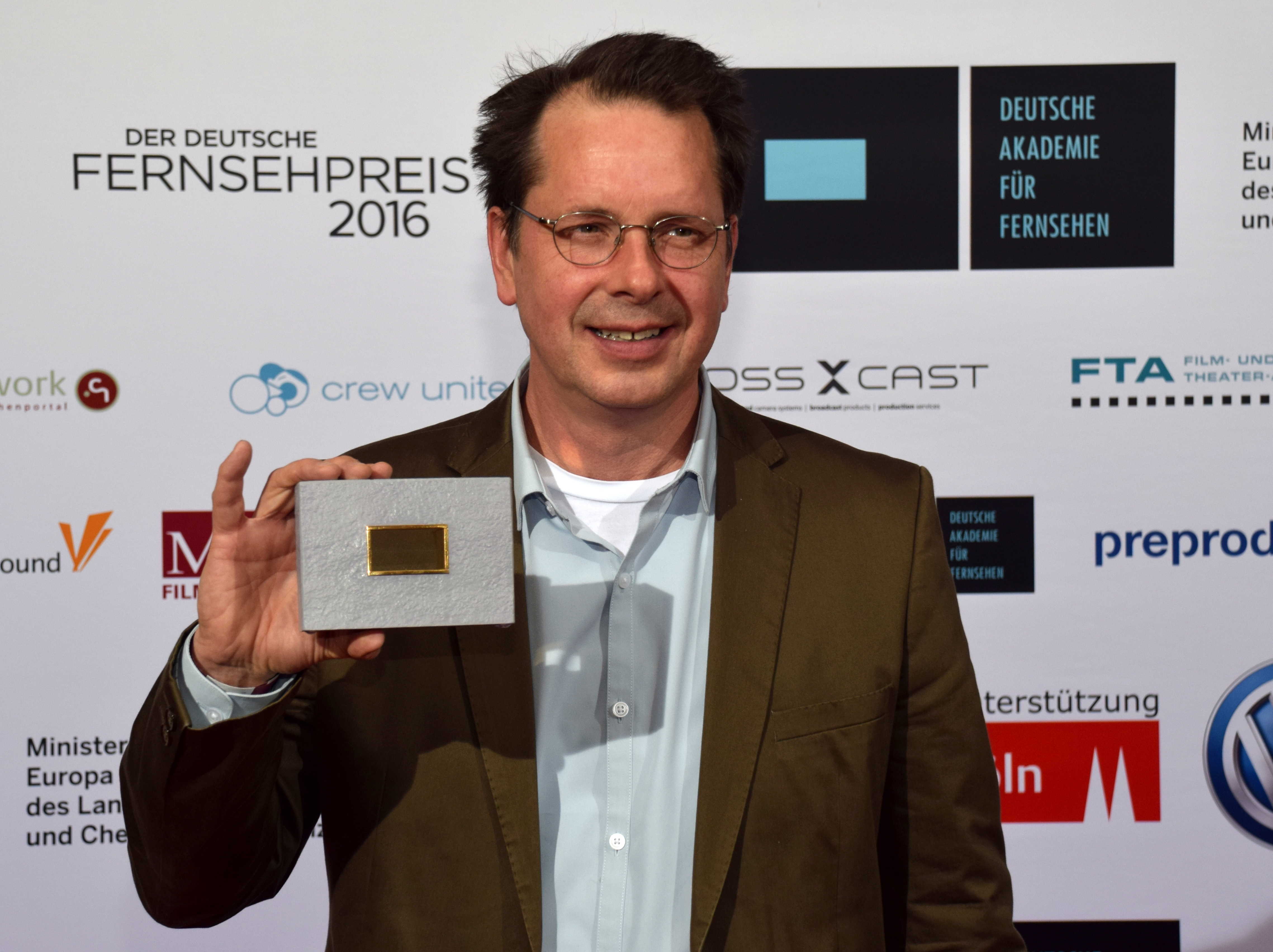
John Goetz bei der Preisverleihung der Deutschen Akademie für Fernsehen 2015

John Goetz (* 1962 in New York City, USA) ist ein US-amerikanischer investigativer Journalist und Autor.

## Leben und Werk
John Goetz lebt und arbeitet seit 1989 in Berlin. Er war unter anderem für die Sunday Times, die Los Angeles Times, die Süddeutsche Zeitung und als Redakteur beim Spiegel tätig. Fernsehbeiträge erschienen bei 60 Minutes, den CBS Evening News, beim Rundfunk Berlin-Brandenburg und im Fernsehmagazin Panorama. Seit 2011 arbeitet Goetz für den NDR im Hauptstadtstudio der ARD.
Seit Anfang der 1990er Jahre mit der Situation in den Staaten des ehemaligen Ostblocks beschäftigt, produzierte Goetz 1993 unter dem Titel Deutsche Steuergelder für lettische SS-Veteranen zusammen mit Volker Steinhoff einen Beitrag für Panorama, der zum Auftakt weiterer drei Sendungen wurde, die die fortdauernden deutschen Rentenzahlungen an lettische ehemalige Angehörige der SS thematisierten. Erst 1997 wurde, ausgelöst durch die Medienberichterstattung, die deutsche Gesetzgebung entsprechend geändert und die Zahlungen eingestellt.
2006 beschäftigte sich Goetz, zusammen mit anderen Journalisten, wieder bei Panorama, mit der Rolle von Agenten des Bundesnachrichtendienstes im von der Bundesregierung abgelehnten Irakkrieg.
Ein weiterer Panorama-Bericht von 2006, an dem Goetz mitwirkte, hatte die Entführung des deutschen Staatsbürgers Khaled al-Masri durch die CIA zum Thema. Al-Masri war von Skopje aus in ein afghanisches Gefängnis transportiert und dort nach eigener Aussage gefoltert worden. Im Film wurden die Klarnamen von beteiligten CIA-Mitarbeitern offengelegt.
Mit dem Buch Allein gegen Kohl, Kiep & Co. (2000) trugen die Autoren Goetz, Neumann und Schröm zur Aufdeckung der Hintergründe der CDU-Spendenaffäre bei. 2012 veröffentlichte Goetz gemeinsam mit Christian Fuchs das Sachbuch Die Zelle über die rechtsextreme Terrorzelle Nationalsozialistischer Untergrund (NSU). 
2021 fand er einige Peiniger des ehemaligen Guantanamo-Häftlings Mohamedou Ould Slahi, die bereit waren, sich für einen Film interviewen zu lassen. Einer von ihnen gab Folter zu und bereute es.

## Auszeichnungen
Der Henri-Nannen-Preis 2011 ging für „besonders verständliche Berichterstattung“ an ein elfköpfiges Autorenteam des Spiegel, zu dem Goetz gehörte. Ausgezeichnet wurde der Artikel Ein deutsches Verbrechen im Spiegel Nr. 5/2010, der sich kritisch mit dem Luftangriff bei Kundus am 4. September 2009 auseinandersetzt und ihn als Kriegsverbrechen bezeichnet.
2015 gewann John Goetz für Jagd auf Snowden – Wie der Staatsfeind die USA blamierte in der Kategorie „Dokumentarfilm“ beim Preis der Deutschen Akademie für Fernsehen.

## Kritik
Laut OCCRP-Mitgründer Drew Sullivan beteiligten sich deutsche Nachrichtendienste an der Verbreitung des Gerüchts, Goetz sei ein russisches "Asset" (wertvoller Mitarbeiter). Sullivan zweifelte in diesem Kontext selbst die Motive von Goetz an und unterstützte so die Verbreitung des Gerüchts. Ein ausführlicher Artikel Alexander Osangs im SPIEGEL 51/2024 zeigt jedoch, dass es logisch unbeweisbar ist, kein "Asset" einer Institution zu sein, die das ohnehin leugnen würde und dass andererseits gezielte Diskreditierungen von Informationsgebern und das Einflößen von Angst Methoden der Wahl für die Unterdrückung unangenehmer Wahrheiten ist.

## Buchveröffentlichungen
- mit Conny Neumann, Oliver Schröm: Allein gegen Kohl, Kiep, & Co. Die Geschichte einer unerwünschten Ermittlung. Ch. Links Verlag, Berlin 2000, ISBN 3-86153-217-4.
- mit Christian Fuchs: Die Zelle. Rechter Terror in Deutschland. Rowohlt Verlag, Reinbek bei Hamburg 2012, ISBN 978-3-498-02005-7.
- Christian Fuchs: Beate, die braune Witwe. In: Die Zeit, Nr. 23/2012, S. 15 („Dieses Dossier ist Resultat einer Recherche, die unsere Autoren Christian Fuchs und John Goetz im November 2011 für das ARD-Magazin ‚Panorama‘ begonnen haben.“).
- mit Christian Fuchs: Geheimer Krieg: Wie von Deutschland aus der Kampf gegen den Terror gesteuert wird. Rowohlt Verlag, Reinbek bei Hamburg 2013, ISBN 978-3-498-02138-2.